# Кангуджам, Лициприя
Лициприя Кангуджам (англ. Licypriya Kangujam род. 2 октября 2011 года, деревня Башикхонг, Манипур, Индия) — индийская экологическая активистка. Она является одним из самых молодых климатических активистов во всем мире. Лициприя обратилась к мировым лидерам на конференции ООН по изменению климата 2019 (COP25) в Мадриде с просьбой принять немедленные меры по борьбе с изменением климата. Лициприя проводит кампанию по борьбе с изменением климата в Индии с 2018 года, чтобы были приняты новые законы, ограничивающие высокий уровень загрязнения в Индии. Она выступает за внедрение обязательной программы в области изменения климата в школах.

## Биография
Лициприя Кангуджам родилась 2 октября 2011 года в Башикхонге и является старшей дочерью в семье. Кангуджам начала обращать внимание окружающих к борьбе с изменением климата и снижению риска бедствий, когда ей было лишь семь лет. В июне 2019 года она протестовала перед зданием парламента Индии, обращаясь к премьер-министру Индии Нарендре Моди с просьбой принять закон об изменении климата в Индии.
Её считали индийской Гретой Тунберг, хотя ей не нравится использование этого термина.
Лициприя начала выступать против изменения климата в июле 2018 года. 21 июня 2019 года, вдохновленная климатическим активистом Гретой Тунберг, Лициприя начала проводить неделю у здания парламента Индии, чтобы привлечь внимание премьер-министра Нарендры Моди к принятию закона об изменении климата в Индии. 31 августа 2019 года Лициприя получила «Всемирную детскую премию мира 2019 года», врученную Чарльзом Алленом, директором Партнерства глобального индекса мира — Институт экономики и мира (IEP), Австралия, на мероприятии, организованном Региональным альянсом Содействие молодежи и министерство молодёжного спорта и расширения прав и возможностей общества, правительство Мальдивских островов. Она также была удостоена титула «Восходящая звезда» штаб-квартирой Сети Дня Земли, расположенной в Вашингтоне (округ Колумбия).
19 ноября 2019 года она получила награду «Посол ЦУР 2019» в Университете Чандигарха от Дайника Бхаскара в сотрудничестве с NITI Aayog, правительством Индии. 3 января 2020 года в Нью-Дели от вице-губернатора Пондичерри Кирана Беди Лициприя также получила «Global Child Prodigy Award 2020». 18 февраля 2020 года она выступила на TEDxSBSC, проходившем в Университете Дели, Нью-Дели, Индия. 23 февраля 2020 года она выступила на TEDxGateway, проходившем в Мумбаи, и получила овации за свою речь. До девяти лет она выступала на TEDx шесть раз.

## Деятельность в 2018—2019 годах

### Посещение Монголии
В 2018 году Лициприя вместе со своим отцом посетила конференцию ООН по стихийным бедствиям в Монголии. Это вдохновило её на активную деятельность. В статье в BBC News она заявила: «Я получила много вдохновения и новых знаний от людей, выступающих с речами. Это событие изменило мою жизнь». Вскоре после мероприятия Лициприя основала «Детское движение», чтобы повысить осведомленность о защите планеты путем борьбы с изменением климата и стихийными бедствиями.

### Посещение Африки
Лициприя Кангуджам приняла участие в Форуме партнеров ЮНЕСКО 2019 года, проходящем раз в два года в городе Луанда, Ангола, по приглашению ЮНЕСКО, Африканского союза и правительства Анголы. Она выступила на тему изменения климата вместе с президентом Анголы Жоау Лоренсу, президентом Мали Ибрагимом Бубакаром Кейта, президентом Малави Хаге Гейнгоб, президентом Республики Конго Дени Сассу Нгессо, первой леди Анголы Аной Диас Лоренсу, первой леди Намибии Моникой Гейнгос, Лауреатом Нобелевской премии мира 2018 года Дени Муквеге, генеральным директором ЮНЕСКО Одри Азуле, заместителем премьер-министра Гвинеи Франсуа Фаль и всеми министрами культуры стран Африки.

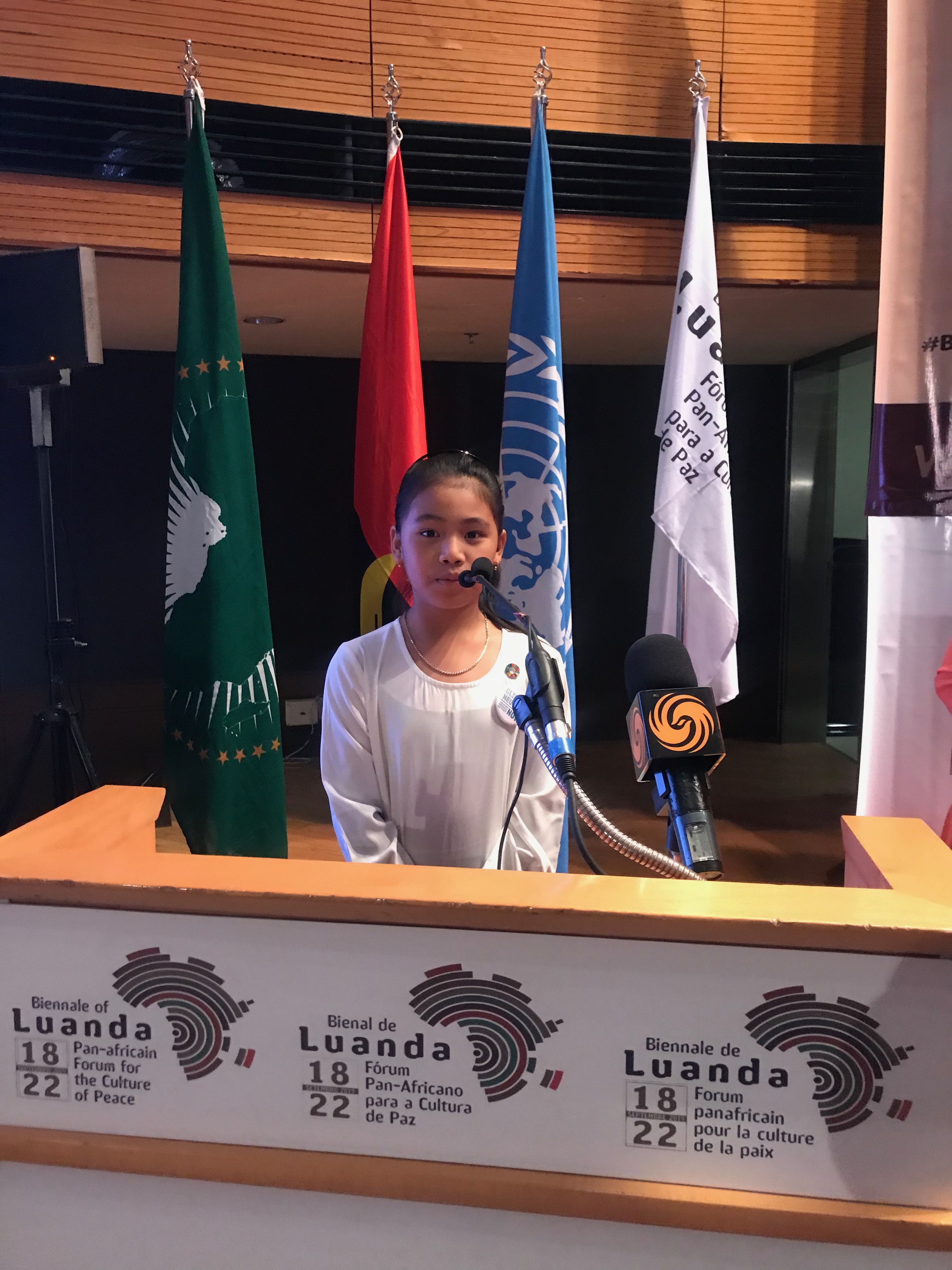
Кангуджам выступает на Форуме партнеров ЮНЕСКО 2019 года (Ангола, 20 сентября 2019 года)

### Наводнение в штатеКерала2018
24 августа 2018 года Лициприя пожертвовала свои сбережения в размере 100 000 рупий главному министру Кералы Пинарайи Виджаяну, чтобы помочь детям, пострадавшим от наводнения в Керале. Два года спустя она получила письмо-подтверждение от правительства Кералы.
Пожертвование Ликиприи главному министру поддержало их работу по защите детей, пострадавших от наводнения. Она чувствовала, что её небольшой вклад поможет изменить жизнь детей в трудное время.

### Великий октябрьский марш 2019
21 октября 2019 года Лициприя вместе с почти тысячами своих сторонников начала «Великий октябрьский марш 2019» у ворот Индии в Нью-Дели. Великий октябрьский марш проходил с 21 по 27 октября в разных местах, чтобы потребовать немедленных действий по борьбе с изменением климата и принять климатический закон в Индии.

#### Комплект для выживания в будущем
Лициприя представила символическое устройство под названием SUKIFU (Survival Kit for the Future), чтобы обуздать загрязнение воздуха 4 октября 2019 года. SUKIFU — это комплект с почти нулевым бюджетом, созданный из мусора, чтобы обеспечить свежий воздух для дыхания в случае сильного загрязнения. Это носимое растение является признанием Зелёного движения за загрязнение воздуха. Кто угодно может создать эту концепцию дома из переработанного мусора, чтобы вдохнуть свежий воздух прямо в наши легкие. Она запустила его перед зданием Законодательного собрания Пенджаба и Харьяны как символ демонстрации перед церемонией принесения присяги новоизбранным ГНД и министрами Харьяны. Она обращает внимание лидеров на поиск срочного решения нынешнего кризиса загрязнения воздуха в Дели и национальном столичном регионе.
Далее она добавила, что этот проект вдохновлен проблемой загрязнения воздуха в Дели, и что она не хочет, чтобы его послание касалось только окружающей среды. Напротив, это примерно та же приспособляемость, которая заставила её выступить с миссией, качества устойчивости, необходимые для выживания сейчас и в будущем. Она разработала модель при поддержке Чандана Гоша, профессора Индийского технологического института Джамму (IIT).

### COP25
Лициприя Кангуджам выступила на COP25 и призвала мировых лидеров немедленно принять меры по борьбе с изменением климата. Конференция Организации Объединённых Наций по проблеме изменения климата была проведена для обсуждения международных действий по борьбе с ним. В мероприятии приняли участие 26 000 человек из 196 стран мира. Мероприятие проходило со 2 по 13 декабря в IFEMA, Мадрид, Испания, организовано правительством Чили при материально-технической поддержке правительства Испании в рамках РКИК ООН (Рамочная конвенция Организации Объединённых Наций об изменении климата).
Кангуджам встретилась с Генеральным секретарем ООН во время COP25 конференции ООН по изменению климата и представила меморандум «от имени детей мира». В меморандуме говорилось, что она хочет создать лучшее место для всех детей мира. Её похвалил генеральный секретарь ООН Антониу Гутерриш. В мероприятии приняли участие Грета Тунберг и несколько других мировых лидеров.

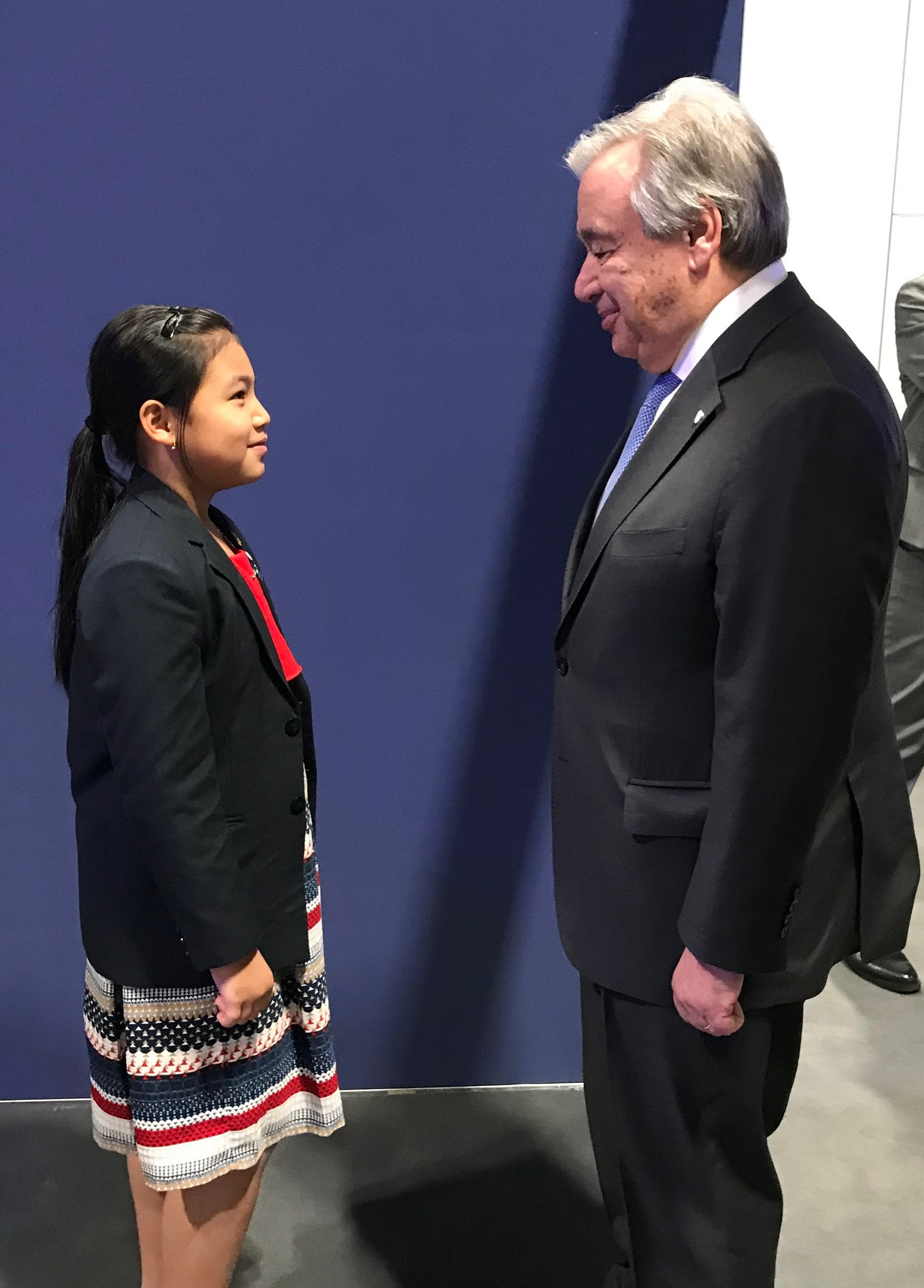
Лициприя Кангуджам с Генеральным секретарем ООН Антониу Гутерришем на Конференции ООН по изменению климата 2019 (COP25) в Мадриде, Испания, 12 декабря 2019 года.

## Деятельность в 2020 году

### Мировой Экономический форум 2020 года
В 2020 году Лициприя опубликовала письмо участникам Всемирного экономического форума с активистами Гретой Тунберг, Луизой Нойбауэр, Изабель Аксельссон и Лукиной Тилле, в которой призвала компании, банки и правительства немедленно прекратить субсидирование ископаемого топлива. В авторском сообщении, переданном The Guardian, они сказали: «Мы не хотим, чтобы это было сделано к 2050, 2030 или даже 2021 году, мы хотим, чтобы это было сделано сейчас — как сейчас. ... Мы призываем мировых лидеров прекратить инвестировать в экономику ископаемого топлива, которая лежит в основе этого планетарного кризиса. Вместо этого они должны инвестировать свои деньги в существующие устойчивые технологии, исследования и восстановление природы. Краткосрочная прибыль не должна преобладать над долгосрочной стабильностью жизни».

#### Кампания по обучению изменению климата в школах
Лициприя Кангуджам проводит кампанию, с целью сделать уроки по изменению климата обязательными в школах, и по её просьбе правительство Гуджарата включило вопросы изменения климата в школьное образование.

### День Земли 2020
В 2020 году Лициприя выступила на глобальном уровне в День Земли 2020 года в Вашингтоне, округ Колумбия, США. Мероприятие было виртуальным в связи со вспышкой пандемии COVID-19. Она была представлена вместе с 50 другими мировыми лидерами, влиятельными лицами, знаменитостями, спортсменами и музыкантами, включая Папу Франциска, Сильвию Эрл, Дениса Хейса, Билла Маккиббена, члена Глобального консультативного комитета Альберта II (Прайс Монако), Александрию Вилласеньор, Альберта Гор, Патрисию Эспинозу, Кристиану Фигерас, Мишель Дилхара, Джером Фостер II, Джон Керри, Томас Лавджой, Эд Бегли-младший, Зак Эфрон, Анил Капур, Ван Джонс, Рики Кейдж, Пол Никлен и Алекс Хоннольд, выражая надежду на борьбу с продолжающимся климатическим кризисом.